# Urædd
Le Urædds FK est un club norvégien de football basé à Porsgrunn.

## Historique
- 1894 : fondation du club sous le nom de Urædds BK (renommé par la suite Urædds FK)

## Palmarès
- Coupe de Norvège de football
  - Finaliste : 1911